# NGC 6550
NGC 6550 (NGC 6549) je spiralna galaktika u zviježđu Herkulu. Naknadno je utvrđeno da je NGC 6549 ista galaktika.

## Vanjske poveznice
- (engl.) SEDS: NGC 6550
- (engl.) Hartmut Frommert: Revidirani Novi opći katalog
- (engl.) Izvangalaktička baza podataka NASA-e i IPAC-a
- (engl.) Astronomska baza podataka SIMBAD
- (engl.) VizieR
- (engl.) Auke Slotegraaf: NGC 6550 Deep Sky Observer's Companion
- (engl.) Courtney Seligman: Objekti Novog općeg kataloga: NGC 6550 - 6599